# Rue du Château (Ixelles)
Pour les articles homonymes, voir Rue du Château.
La rue du Château (en néerlandais : Kasteelstraat) est une rue bruxelloise de la commune d'Ixelles qui va de la rue des Deux Ponts à la rue de Theux en passant par la rue du Vivier.
Bruxelles possède une autre rue du Château à Evere.